# Dallas Inter
Dallas Inter is een voormalige Amerikaanse voetbalclub uit Dallas, Texas. De club werd opgericht in 1984 als Dallas Express en opgeheven in 1992.

## Erelijst
- Lone Star Soccer Alliance

Winnaar (4): 1987, 1988, 1991, 1992

## Naamsveranderingen
| Seizoen | Naam              |
| ------- | ----------------- |
| 1984    | Dallas Mean Green |
| 1987    | Dallas Express    |
| 1989    | F.C. Dallas       |
| 1992    | Dallas Inter      |